# Campeonato de Escocia de Rugby 2001-02
El Campeonato de Escocia de Rugby (Premiership One) de 2001-02 fue la vigésimo novena edición del principal torneo de rugby de Escocia.

## Sistema de disputa
El torneo se disputó en formato de todos contra todos en la que cada equipo enfrentó a cada uno de sus rivales.
El equipo que al finalizar el torneo obtuviera mayor cantidad de puntos, se coronó como campeón del torneo, mientras que los últimos dos descendieron a segunda división.

## Clasificación
| Pos. | Equipo                 | Encuentros | Encuentros | Encuentros | Encuentros | Tantos | Tantos | Tantos | Puntos |
| Pos. | Equipo                 | PJ         | PG         | PE         | PP         | F      | C      | Dif    | Puntos |
| ---- | ---------------------- | ---------- | ---------- | ---------- | ---------- | ------ | ------ | ------ | ------ |
| 1.º  | Hawick RFC             | 18         | 15         | 1          | 2          | 505    | 284    | +221   | 72     |
| 2.º  | Boroughmuir RFC        | 18         | 15         | 0          | 3          | 488    | 291    | +197   | 71     |
| 3.º  | Heriot's FP            | 18         | 10         | 0          | 8          | 501    | 330    | +171   | 50     |
| 4.º  | Aberdeen Grammar Rugby | 18         | 9          | 0          | 9          | 369    | 393    | -24    | 44     |
| 5.º  | Glasgow Hawks          | 18         | 8          | 0          | 10         | 379    | 371    | +8     | 41     |
| 6.º  | Melrose RFC            | 18         | 9          | 0          | 9          | 325    | 439    | -114   | 41     |
| 7.º  | Stirling County RFC    | 18         | 8          | 0          | 10         | 345    | 385    | -40    | 39     |
| 8.º  | Currie Chieftains      | 18         | 7          | 0          | 11         | 393    | 459    | -66    | 37     |
| 9.º  | Gala RFC               | 18         | 6          | 2          | 10         | 314    | 433    | -119   | 32     |
| 10.º | Kirkcaldy RFC          | 18         | 1          | 1          | 16         | 234    | 468    | -234   | 4      |

|  | Campeón.    |
|  | Descendido. |

| Bandera de Escocia    |
| Campeón Hawick RFC    |
| Décimo segundo título |